# التشريعات المعادية لليهود في ألمانيا النازية قبل الحرب
تضمنت التشريعات المعادية لليهود في ألمانيا النازية قبل الحرب العديد من القوانين التي فصلت اليهود عن المجتمع الألماني والتي قيدت كذلك حقوقهم السياسية والقانونية والمدنية. تضمنت المبادرات التشريعية الرئيسية سلسلة من القوانين التقييدية التي تم تمريرها في عام 1933، وقوانين نورمبرغ لعام 1935، وموجة أخيرة من التشريعات التي سبقت دخول ألمانيا في الحرب العالمية الثانية.

## تشريعات عام 1933 المعادية لليهود

### قانون التمكين
أسس قانون التمكين لعام 1933 سلطة الحكومة التي يقودها النازيون لتمرير القانون بمرسوم، متجاوزًا موافقة البرلمان. لقد تم تمريره في 24 مارس 1933، وأبطل دستور فايمار.

### قانون إعادة الخدمة المدنية المهنية
في أبريل 1933، حدد قانون إعادة الخدمة المدنية المهنية، أو «قانون الخدمة المدنية»، كما كان معروفًا أكثر عند تمريره، قدرة الحكومة التي يقودها النازيون على إزالة غير المرغوب فيهم قانونًا من مهنة الخدمة المدنية، بما في ذلك الأطباء والمعلمين والمحامين.
لم تسمح العديد من الحكومات المحلية لليهود بذبح الحيوانات عن طريق شحيطه. وهذا بدوره منع اليهود من إطاعة قوانين التغذية اليهودية.
أسس هذا القانون الأساس لسنوات قادمة، لقد رأى الحزب النازي «النقاء العنصري [شرطًا] للإبداع الثقافي الفائق وبناء دولة قوية». تم استخدام قانون الخدمة المدنية لتطهير ألمانيا من خلال استبعاد اليهود من المجالات الرئيسية للمجتمع الألماني.
لقد حدد قانون استعادة الخدمة المدنية المهنية «المجموعات الثلاث لموظفي الخدمة المدنية غير المرغوب فيهم ونص على فصلهم». تضمنت المجموعة الأولى أولئك الذين تم تعيينهم بعد 9 نوفمبر 1918، ويمكن إزالتهم إذا لم يكن لديهم التدريب المناسب، مما يعني بالضرورة أن أي شخص يمكن أن يتناسب مع هذه المعايير. المجموعة الثانية هي أولئك الذين اعتبرهم ماضيهم أنهم لن يدعموا دائمًا الدولة الوطنية على سبيل المثال أعضاء الحوب الشيوعي أو أي منظمة ذات صلة. المجموعة الثالثة كانت أي «غير الآريين»، وهي وسيلة لاستبعاد اليهود دون ذكر «اليهود» بشكل صريح في التشريع.

### قانون القبول في مهنة المحاماة
كما تم تمرير هذا القانون التشريعي في أبريل كمكمل لقانون الخدمة المدنية. هاجم هذا القانون على وجه التحديد القضاة والمدعين العامين، ومنع أي يهودي من أداء امتحان المحامين الذي كان ضروريًا ليصبح محاميًا.

### مرسوم بشأن خدمات الأطباء مع الخدمة الصحية الوطنية
أثر هذا القانون على الأطباء اليهود، وبالتالي الرعاية الصحية اليهودية. تم تمريره أيضًا في أبريل، بموجب هذا التشريع، لن يتم تغطية المرضى الذين زاروا طبيبًا «غير آري» بموجب التأمين الصحي الوطني، وبالتالي استبعاد الأطباء اليهود من المجتمع الألماني.

### قانون مكافحة ازدحام المدارس الألمانية
في إطار سعي الحزب النازي لتفعيل أجندته العرقية بشكل أكبر، فقد تطلع الحزب نحو كبح السياسة التعليمية. في 25 أبريل 1933، صدر قانون مكافحة الازدحام المفرط في المدارس الألمانية، وتطلب وضع حد لتعاليم فايمار التي ناقشت الديمقراطية والمساواة. لقد فرض تعليم الكبرياء العنصري. وتحت ستار القلق من الازدحام التعليمي، حد النازيون من عدد الطلاب اليهود المسجلين في المدارس الألمانية إلى 1.5% من إجمالي المسجلين.

### قانون المواطنة وإخراج الجنسية من يوليو 1933
بهدف استبعاد اليهود من الحصول على حقوق المواطنة الكاملة، اجتمعت اللجنة الاستشارية لسياسة السكان والعِرق في وزارة الداخلية لمناقشة قانون الجنسية الجديد.
وأعقب ذلك قانون نزع الجنسية في 14 يوليو. نتيجة لهذا القانون، يمكن لحكومة الرايخ سحب جنسية أولئك الذين اعتبروا «غير مرغوب فيهم»، مقدمًا بطلب إلى أي شخص حصل على الجنسية من قبل حكومة فايمار. تم تطبيق هذا القانون على «150 ألف يهودي شرقي في ألمانيا».

### قانون الزراعة الوراثي
صدر هذا القانون في 29 سبتمبر 1933، «استثنى اليهود من امتلاك الأراضي الزراعية أو الانخراط في الزراعة». لقد ذكر أن الألمان فقط يمكن أن يكونوا الآن مزارعين. ومع أن القانون كان له تأثير ضئيل بسبب نقص اليهود المشاركين في الزراعة، إلا أنه لا يزال يعرض فكرة مركزية للحزب النازي تقول: «حكومة الرايخ تمرر هذا القانون لتأمين أسس الفلاحين لخط دمنا من خلال تأسيس العادات القديمة لميراث الأرض».

### تأسيس غرف الثقافة
في 29 سبتمبر 1933، تم نقل قوة الحياة الثقافية اليهودية في ألمانيا إلى يوزف غوبلز، الذي أسس غرفًا ثقافية من شأنها تنظيم النشاط في غرفها سواء من الفيلم والمسرح والموسيقى والفنون الجميلة والأدب والبث والصحافة. تم دمج غرف أنواع الثقافة المختلفة في جسمها المظلي، غرفة ثقافة الرايخ.
كان لكل غرفة سلطة استبعاد أي شخص يشارك في أي جانب من جوانب الثقافة، حتى بدون «شرط الآرية» المكتوب في التشريع.
على سبيل المثال، يمكن لغرفة الفيلم أن ترفض أي يهود متورطين في أي مراحل من عملية صناعة الأفلام بما في ذلك «المنتج والممثلين وجامعي التذاكر في المسرح». ولمواصلة المشاركة في صناعة السينما، يحتاج المرء إلى «إذن مرخص من رئيس الغرفة».
وكمكمل لغرف الثقافة، دخل قانون الصحافة حيز التنفيذ في 4 أكتوبر 1933، والذي ينص على أنه من أجل إنتاج عمل للصحافة، سيحتاج الصحفيون والمحررون أيضًا إلى إذن قانوني محدد.

## قوانين نورمبرغ
في التجمع السنوي للحزب الذي عقد في نورمبرغ في سبتمبر 1935، أعلن القادة النازيون مجموعة من ثلاثة قوانين جديدة لزيادة تنظيم واستبعاد اليهود من المجتمع الألماني. هذه القوانين المعروفة الآن باسم قوانين نورمبرغ خدمت أيضًا كشرعية للاعتقالات والعنف ضد اليهود الذي حدث لاحقًا.
تم وضع قوانين نورمبرغ استجابة لمطالب هتلر بتوسيع نطاق قوانين الجنسية التي يمكن أن «تدعم التشريع العنصري البيولوجي ضد اليهود بشكل أكثر تحديدًا». تم صنعها لتعكس مبادئ الحزب التي تم تحديدها في النقاط التي كتبها هتلر في البرنامج الوطني الاشتراكي في عام 1920.

### قانون علم الرايخ
نص القانون الأول على أن الأسود والأحمر والأبيض كانت الألوان الوطنية، وأن علم الصليب المعقوف هو العلم الوطني الجديد. وبحسب هتلر، فقد نص هذا القانون على «إعادة دفع دين الامتنان للحركة، التي استعادت ألمانيا حريتها بموجب رمزها، من حيث أنها تفي ببند مهم في برنامج الحزب الاشتراكي الوطني».

### قانون المواطنة
حدد القانون الثاني من سيتم منحه كامل الحقوق السياسية والمدنية وأولئك الذين سيحرمون منها الآن. يجب منح حقوق المواطنة لأولئك الذين كانوا من مواطني الرايخ، الذين كانوا فقط الأفراد المصنفين على أنهم من «الدم الألماني أو ذو صلة بالدم»؛ لذلك، تم استبعاد اليهود من أي وجميع حقوق المواطنة، ليصبحوا Staatsangehörige أو رعايا الدولة، مما يجعلهم أساسًا أجانب في بلادهم.

### قانون الدفاع عن الدم والشرف الألماني
يحظر القانون الثالث الزواج وأي علاقات حميمة خارج إطار الزواج بين اليهود والمواطنين الألمان غير اليهود (تم تشويه هذا الأخير باعتباره عارًا على العرق). في حين ترك القانون الزيجات القائمة بين الأزواج غير اليهود واليهود دون مساس بها، فقد حظر مثل هذه الزيجات المستقبلية وأعلن أن الزواج من قبل غير يهودي ألماني وزوج يهودي من أي جنسية يتم التعاقد عليها بعد هذا الحظر خارج ألمانيا غير صالح داخل الرايخ. علاوة على ذلك، مُنع اليهود من توظيف النساء الألمانيات غير اليهود أو النساء من رتبة عنصرية معادلة ممن تقل أعمارهم عن 45 عامًا. وبموجب هذا القانون، مُنع اليهود أيضًا من رفع العلم الألماني آنذاك.

### مراسيم تكميلية
بعد تمرير قوانين نورمبرغ، قدم الحزب النازي أيضًا مراسيم تكميلية لقانون المواطنة وقانون الدفاع عن الدم الألماني والشرف لتوضيح على وجه التحديد من سيعتبر يهوديًا، ومن ثم سيخضع لقوانين نورمبرغ ومبادئ الاستبعاد.
في 14 نوفمبر، تم نشر المرسوم التكميلي الأول، وعرّف اليهودي بأنه أي شخص لديه على الأقل ثلاثة أجداد يهود كاملين، ولديه جدان يهوديان وأنهما كانا متزوجين من زوج يهودي، كان ينتمي إلى الدين اليهودي في وقت القانون أو من دخل الديانة اليهودية فيما بعد. تم توضيح Mischling أو المصطلح القانوني الألماني لأولئك الذين لديهم الدم «الآري» واليهودي لتحديد من سيعتبر يهوديًا. كان أولئك الذين كانوا ثلاثة أرباع يهود يهودًا وكذلك أولئك الذين كانوا نصف يهود بسبب اختيارهم أن يصبحوا يهودًا من خلال زوج يهودي أو من خلال الانضمام إلى مجتمع يهودي.
نُشر مرسوم ثان في 21 ديسمبر، ينص على طرد الأساتذة والمعلمين والأطباء والمحامين وكتاب العدل اليهود الذين كانوا موظفين حكوميين والذين سبق إعفائهم من وظائفهم.
في المرسوم الأول لقانون الدفاع عن الدم والشرف الألماني، ينص على أي زيجات محددة ممنوعة. شملت هذه تلك «بين يهودي وMischling مع جد يهودي واحد، وما بين Mischling وآخر لكل واحد منهما جد يهودي، وما بين Mischling مع اثنين من الأجداد اليهود والألمان».

## تشريع ما بعد نورمبرغ

### دورة الألعاب الأولمبية في برلين 1936
من أجل منع الانتقادات الأجنبية لألمانيا، والحفاظ على دورة الألعاب الأولمبية لعام 1936 في برلين، ولمنع الخسارة الاقتصادية وضرب هيبة ألمانيا، خفف هتلر الموقف المعادي لليهود للحظات.
في 3 ديسمبر 1935، تم إزالة جميع اللافتات المعادية لليهود بالقرب من موقع الألعاب الأولمبية الشتوية. ومع ذلك، عادةً ما يُعتبر هذا علامة على حسن النية، إلا أنه في الواقع كان مجرد إجراء تم اتخاذه لضمان إقامة الألعاب الأولمبية في ألمانيا عن طريق منع الرفض الدولي.

### الموجة الثانية من التشريع المعادي لليهود، 1938-1939
بعد تشريعات نورمبرغ وخلال عام 1938، «كان أسوأ من المصادرة الكلية هو: المضايقة الاقتصادية وحتى العنف والتي ستستخدم من الآن فصاعدًا لإجبار اليهود على الفرار من الرايخ أو النمسا التي تم ضمها حديثًا. وفي المرحلة الثانية، كان عام 1938 نقطة التحول المصيرية».
إلغاء شهادة جميع الأطباء اليهود، الذين لم يعد مسموحًا لهم بمعالجة المرضى الألمان وإرغامهم على الإشارة إلى أنفسهم على أنهم «معالجون مرضى»، وهو مصطلح مهين.
22 مارس 1938 منع اليهود من امتلاك حدائق خاصة 
27 يوليو 1938 تم تنفيذ مرسوم ينص على إعادة تسمية جميع الشوارع في ألمانيا.
12 نوفمبر 1938 تم منع اليهود من حضور دور السينما والأوبرا والحفلات الموسيقية.
15 نوفمبر 1938 منع الأطفال اليهود من الالتحاق بالمدارس العامة.
أصبحت السرقة الأساسية لليهود قانونية عندما أجبر اليهود في 21 فبراير 1939 على تسليم جميع المجوهرات من أي قيمة.
في هذه الموجة الثانية من التشريع، تم نبذ اليهود أكثر من المجتمع، مع قيود صارمة على العيش في ظل «نظام ألماني يمارس الإرهاب والتعسف من خلال النظام القضائي».

## كريستالناخت

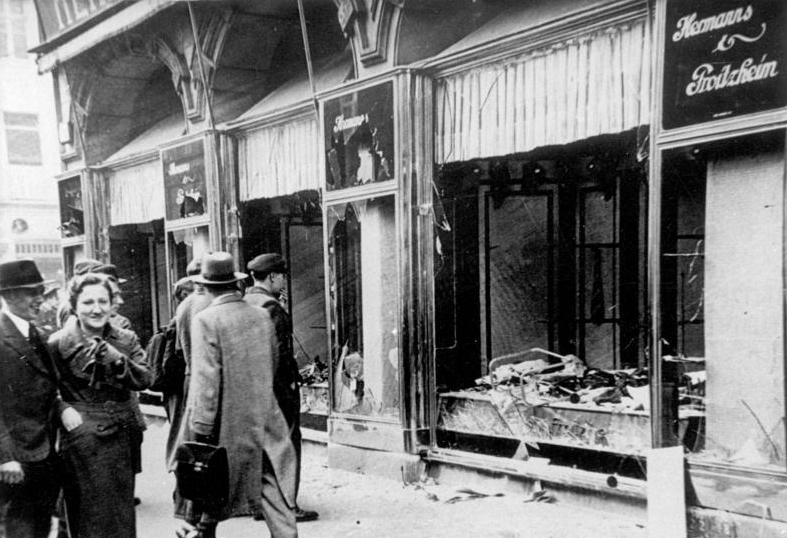
كريستالناخت، مثال على الأضرار المادية

تشير كريستالناخت أو ليلة البلور إلى المذابح اليهودية التي وقعت يومي 9 و10 نوفمبر عام 1938. وقعت موجة العنف هذه في ألمانيا، والنمسا التي ضمت حديثًا، ومناطق سوديتنلاند التي احتلتها ألمانيا. وقعت هذه الهجمات ضد المعابد والشركات اليهودية، والمؤسسات اليهودية الأخرى، والمواطنين اليهود بشكل عام. قتل أكثر من 100 يهودي، واعتقل آلاف آخرون خلال هذه الهجمات. كانت هذه أيضًا بداية الهجمات النازية المنظمة، والاعتقالات الجماعية لليهود. لم تكن هناك تعليمات واضحة حول كيفية تنفيذ العنف، لذلك فقد تسببت في تدمير الممتلكات اليهودية والمعاملة اللاإنسانية للشعب اليهودي. دمر المشاغبون 267 معبدًا يهوديًا في جميع أنحاء ألمانيا والنمسا وسوديتنلاند. تم إرشاد رجال الإطفاء لمنع اللهب من الانتشار إلى المباني المجاورة، وليس لإخماد الحرائق في المعابد المحترقة. كما كان هناك حوالي 7500 مؤسسة مملوكة لليهود تعرضت للسرقة وتحطيم نوافذها. تم اعتقال حوالي 30 ألف يهودي ونقلوا إلى السجون أو معسكرات الاعتقال أيضًا. ما زاد الطين بلة هو حقيقة أن الحكومة الألمانية ألقت اللوم الكامل على اليهود بسبب التدمير وفرضت غرامة قدرها مليار رايخ مارك على المجتمع اليهودي. كما قامت الحكومة بسحب جميع مدفوعات التأمين التي كانت تذهب لليهود الذين دمرت أعمالهم أو منازلهم. هذا جعل اليهود مسؤولين عن تكاليف جميع الإصلاحات.
هذا أدى إلى العديد من المراسيم في الأسابيع التالية. صُممت هذه المراسيم لحرمان اليهود من وسائل معيشتهم. فرضت العديد من هذه الحركات سياسة "الآرينة" . وهذا يعني أن الممتلكات المملوكة لليهود سيتم نقلها إلى ملكية «آرية» مقابل جزء بسيط من القيمة الحقيقية. ولإبعاد اليهود عن الحياة العامة، منع اليهود من الالتحاق بالمدارس الألمانية، وفقدوا الحق في الحصول على رخصة قيادة أو امتلاك سيارة.
كانت كريستالناخت في الأساس نقطة تحول في اضطهاد النازيين للشعب اليهودي. لقد وَسَّعت الجهود لإزالة اليهود من الحياة الاقتصادية والاجتماعية الألمانية. كما أدت إلى الهجرة القسرية لليهود لجعل ألمانيا خالية من اليهود. أظهرت كريستالناخت، والأحداث التي تلت ذلك، أن النظام النازي يمكنه الاعتماد على الدعم الوطني لمعاداة السامية من عامة الشعب. أظهر هذا للنازيين أنه يمكنهم بسهولة المضي قدمًا في خططهم دون معارضة كبيرة من داخل ألمانيا. كانت أحداث كريستالناخت تنذر بالمحرقة والقتل الجماعي للشعب اليهودي.

## الجدول الزمني للتشريعات والحركات المعادية لليهود في ألمانيا ما قبل الحرب
خلال فترة ألمانيا النازية قبل الحرب (1933–1939) كان هناك أكثر من 400 من قانون ومرسوم وغيرها من الأنظمة التي كان هدفها تقييد اليهود. كانت هناك قوانين وطنية تؤثر على جميع اليهود، وكانت هناك قوانين دولة ومنطقة ومدينة أثرت فقط على اليهود في تلك المجتمعات. حدت هذه اللوائح من تواجد اليهود في جميع جوانب الحياة، العامة والخاصة. شارك جميع الشعب تقريبًا في دعم التشريع المعادي لليهود بطريقة أو بأخرى، سواءً كان اتفاقًا سلبيًا أو مشاركة مباشرة. كانت كل هذه الحركات جزءً من نية هتلر وخطة تخليص الكوكب من جميع السكان اليهود. بدأت خطة هتلر بتجريد جميع اليهود من حقوقهم الأساسية، قبل الانتقال إلى القتل الجماعي للشعب اليهودي.
1933:
- 24 مارس: تم تمرير قانون التمكين. هذا القانون وضع نهاية للديمقراطية في ألمانيا. لقد أعطت الحكومة سلطة تنظيم التشريعات بمرسوم. لقد أعطتهم الحق القانوني في وضع سياسات تمييزية في المستقبل. سمح لهتلر بسن قوانين تنتهك دستور فايمار دون موافقة البرلمان أو رئيس الرايخ بهذا القانون.[28]
- 31 مارس: صدر مرسوم في مدينة برلين قال فيه إنه تم إيقاف الأطباء اليهود من الخدمات الخيرية بالمدينة.
- 7 أبريل: كان هناك قانون لإعادة الخدمة المدنية المهنية. أزال هذا القانون جميع اليهود من الخدمة الحكومية. كما أن قانون القبول في مهنة المحاماة يمنع اليهود من أداء امتحان المحامين، وهو اختبار ضروري من يصبح محاميًا.
- 21 أبريل: حظر مسلخة كوشر[29]
- 25 أبريل: قانون حول المدارس والجامعات المزدحمة يحد من عدد الطلاب اليهود المسموح به في المدارس العامة. كان عدد الطلاب اليهود في مدرسة واحدة يقتصر على ما لا يزيد عن 5% من مجموع السكان. ساعدت المدارس على نشر أفكار هتلر. لقد علمت الطلاب أن يحبوا هتلر وأن يطيعوا السلطات.[30]
- 12 مايو: أدى التماس بيرنهيم إلى عصبة الأمم، استنادًا إلى المادة 147 من الاتفاق الألماني البولندي لعام 1922 بشأن شرق سيليزيا، إلى إجازة معظم الأحكام العنصرية للقوانين النازية في سيليزيا العليا الألمانية.[31][32]
- 14 يوليو: فقد الشعب اليهودي جنسيته بسبب قانون التجنيس. أدى هذا إلى انتزاع الجنسية من جميع اليهود، بما في ذلك اليهود المتجنسون و«غير المرغوب فيهم».
- 4 أكتوبر: منع اليهود من تحرير وظائفهم بموجب قانون المحررين.

1934:
- منعت الحكومة النازية الوطنية الممثلين اليهود من الأداء على المسرح أو الشاشة.
- أصدرت الحكومات المحلية لوائح بشأن جوانب أخرى من الحياة اليهودية. لم يعد يُسمح لليهود بذبح الحيوانات، مما منعهم من إطاعة قوانين التغذية اليهودية.

1935:
- 21 مايو: صدر قانون بشأن المشاركة العسكرية يحظر مشاركة الضباط اليهود في الجيش.[27]
- 15 سبتمبر: أعلن القادة النازيون قوانين نورمبرغ. استبعدت هذه القوانين اليهود من الحصول على الجنسية والزواج أو ممارسة الجنس مع النساء الألمانيات. كما حرم اليهود من الحقوق السياسية الأساسية مثل حقوق التصويت، والحق في تولي منصب سياسي،[33] وأيضًا قيدت القوانين اليهود من الناحية الاقتصادية بجعلها صعبة عليهم لكسب المال. خفضت القوانين الشركات المملوكة لليهود في ألمانيا بمقدار الثلثين.[3] بموجب اختبار Mischling، يعتبر الأفراد يهودًا إذا كان لديهم جد يهودي واحد على الأقل.

1936:
- 11 يناير: أمر تنفيذي بشأن قانون ضريبة الرايخ يمنع اليهود من أن يكونوا مستشارين ضريبيين.
- 3 أبريل: منع اليهود من مهنة الطب البيطري بموجب قانون الرايخ البيطري.
- 15 أكتوبر: منعت وزارة الرايخ للتعليم المعلمين اليهود من التدريس في المدارس العامة.

1937:
- 9 أبريل: أمر عمدة برلين المدارس العامة بعدم السماح للطلاب اليهود بالحضور حتى إشعار آخر.
- 15 يوليو: تم تطبيق القوانين العنصرية في سيليزيا العليا الألمانية بعد السقوط التلقائي للمادة 147 من الاتفاق الألماني البولندي لعام 1922 بشأن شرق سيليزيا.[31][32]

1938:
- 5 يناير: منع اليهود من تغيير أسمائهم بموجب قانون تعديل الأسماء العائلية والشخصية.
- 5 فبراير: منع قانون حول مهنة المزادات اليهود من أن يكونوا بيع المزادات.
- 18 مارس: تم استبعاد تجار الأسلحة اليهود بموجب قانون الأسلحة النارية.
- 22 أبريل: تم منع الشركات المملوكة لليهود من تغيير أسمائها. كان هدف هذا المرسوم هو الحماية من تمويه الشركات اليهودية.
- 26 أبريل: طُلب من جميع اليهود الإبلاغ عن جميع الممتلكات التي تزيد قيمتها عن 5000 مارك.
- 11 يوليو: منعت وزارة الداخلية اليهود من المنتجعات الصحية.
- 17 أغسطس: أمر تنفيذي بشأن قانون تعديل الأسماء العائلية والشخصية يلزم جميع اليهود تبني الأسماء التالية: للنساء «سارة»، وللرجال «إسرائيل».[3]
- 5 أكتوبر: أبطلت وزارة الرايخ الداخلية جميع جوازات السفر الألمانية المملوكة لليهود. الطريقة الوحيدة لليهود لإثبات صحة جوازات سفرهم هي الحصول على ختم J عليها.
- 12 نوفمبر: تم إغلاق جميع الشركات المملوكة لليهود بموجب مرسوم بشأن استبعاد اليهود من الحياة الاقتصادية الألمانية.
- 15 نوفمبر: طردت وزارة الرايخ للتربية والتعليم جميع الأطفال اليهود من المدارس العامة.
- 28 نوفمبر: فرضت وزارة الداخلية قيودًا شديدة على حرية الحركة.
- 29 نوفمبر: منعت وزارة الداخلية اليهود من اقتناء الحمام الزاجل.
- 14 ديسمبر: ألغى أمر تنفيذي بشأن قانون تنظيم العمل الوطني جميع عقود الدولة المبرمة مع الشركات المملوكة لليهود لمهاجمة اليهود اقتصاديًا.
- 21 ديسمبر: قانون يحظر على جميع اليهود احتلال القابلات.

1939:
- 21 فبراير: صدر مرسوم يطلب من اليهود تسليم المعادن والأحجار الكريمة التي يمتلكونها.
- 1 أغسطس: حظر رئيس اليانصيب الألماني بيع تذاكر اليانصيب لليهود.
- 1 سبتمبر: بدأت الحرب العالمية الثانية عندما غزت ألمانيا بولندا.

## روابط خارجية
- متحف ذكرى الهولوكوست بالولايات المتحدة Anti-Jewish Legislation in Pre-War Germany
- Images of a 1938 German "J" Jewish passport from www.passportland.com
- قائمة الأسماء اليهودية الأولى (أغسطس 1938) - Name List